# Festival national de la chanson raï d'Oran

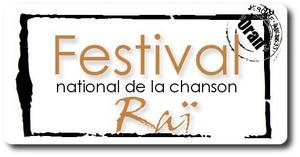

Le festival de la chanson raï d'Oran est organisé chaque année au mois d'août par la commune d'Oran en Algérie, et regroupe les plus grands musiciens raï du moment, il reste une référence dans le genre.
En 2008, après 17 éditions, il est déplacé à Sidi bel Abbès pour des raisons idéologiques « pour sauver Oran de la saleté », et la ville d'Oran accueille en remplacement un Festival de la chanson oranaise, censé ne pas proposer de raï. Toutefois celui-ci y est malgré tout représenté